# Unicredit Bank Austria
Die Unicredit Bank Austria AG (Eigenschreibweise UniCredit) ist ein österreichisches Kreditinstitut, das mit ihrer Marke Bank Austria am Markt auftritt und seinen Sitz in Wien hat. Seit dem Jahr 2005 ist die Bank im Mehrheitseigentum der europäischen Bankengruppe Unicredit und seit dem 2008 erfolgten Squeeze-out eine 99,996-prozentige Tochtergesellschaft.
Die Unicredit Bank Austria ist als Universalbank in Österreich mit Finanzdienstleistungen (wie Einlagen, Krediten, Beratung etc.) für Privatkunden, Firmenkunden und die öffentliche Hand aktiv. Sie vertreibt auch Finanzprodukte aus den Bereichen Bauen & Wohnen, Wertpapiere und Leasing. Ihre Zentrale befindet sich seit 2018 auf dem Austria Campus in der Leopoldstadt.
Die Bankengruppe ist außerhalb Österreichs stark in den mittel- und osteuropäischen Ländern (MOEL) vertreten, wo die Bank einen großen Teil ihres Gewinns erwirtschaftet. Von den 35.882 Mitarbeitern per 30. Juni 2015 waren circa 81 % im Ausland beschäftigt.
Seit Anfang 2007 ist die Bank Austria für die Steuerung der MOEL-Tochterbanken der Unicredit Group verantwortlich. Dadurch ist sie auch für 20 Länder zuständig, in denen sie bisher nicht vertreten war. In acht Ländern davon haben auch Unicredit und HVB noch keine Niederlassungen. Nicht behalten hat die Bank Austria ihr Polengeschäft, wo sie über die Tochter Bank BPH besonders gut vertreten war.
Im Jahr 2015 wurde bekannt, dass die Bank Austria die Anzahl der Privatkundenfilialen stark reduziert und das Ostgeschäft an Mailand abgibt.

## Unternehmensgeschichte

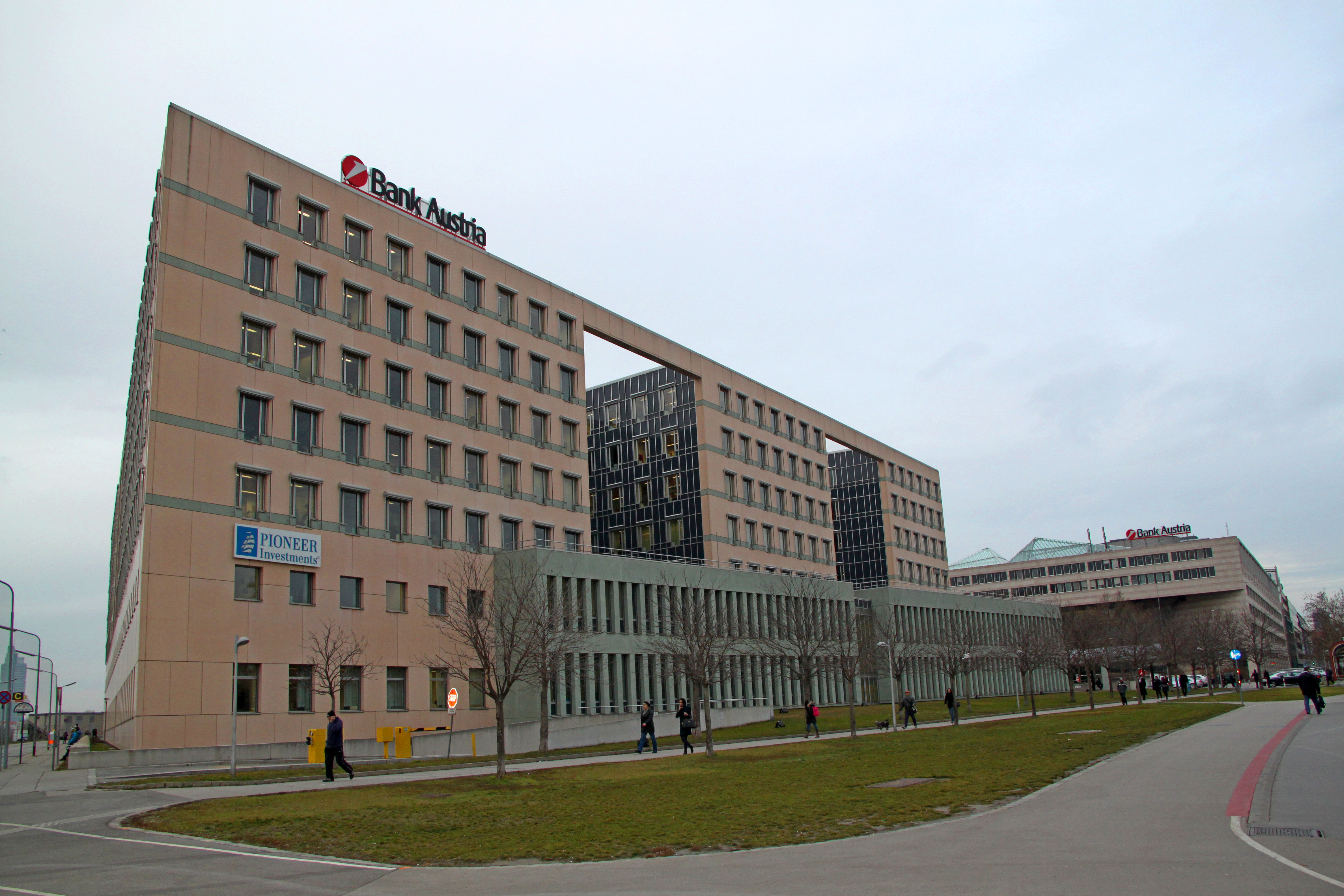
Das ehemalige Verwaltungsgebäude der Bank Austria in der Lassallestraße im Nordbahnviertel, Wien 2

### Gründung der Bank Austria 1991
Aus dem Zusammenschluss der Zentralsparkasse, der größten Sparkasse Österreichs im Eigentum der Gemeinde Wien, und der zu diesem Zeitpunkt wirtschaftlich angeschlagenen Länderbank, deren Alleinaktionärin die Republik Österreich war, entstand 1991 die Bank Austria Aktiengesellschaft. Das aus dieser Fusion hervorgegangene Institut war die größte Bank Österreichs, noch vor der Creditanstalt-Bankverein.

### Neugründung 1996 und Übernahme der Creditanstalt
1996 beteiligte sich die deutsche WestLB mit 9,1 % an der damaligen Bank Austria Aktiengesellschaft. Nachdem (nach jahrelanger Diskussion) der 51-%-Staatsanteil an der Creditanstalt zur Privatisierung ausgeschrieben worden war, bekam die Bank Austria trotz heftiger politischer Querelen und Interventionsversuche im Jänner 1997 den Zuschlag für umgerechnet 1,25 Mrd. Euro. In der Folge führte dieser Verkauf beinahe zu einer Aufkündigung der damaligen rot-schwarzen Koalition (Bundesregierung Klima) seitens der ÖVP. Im Gegenzug verkaufte die Bank Austria/Anteilsverwaltung Zentralsparkasse (AVZ) für 8,24 Mrd. ATS (ca. 600 Mio. Euro) die Mehrheit an der GiroCredit an die Erste österreichische Spar-Casse (heute Erste Bank AG). Im Februar 1998 verkaufte der Bund sein letztes Aktienpaket an der Creditanstalt, bis September wurden die verbliebenen Aktien in solche der Bank Austria getauscht, die ab diesem Zeitpunkt alleine an der Wiener Börse notierten.
Mit Verschmelzungsvertrag vom 4. Juni 1998 wurde die Creditanstalt AG (FN 53960d) am 24. September in die ursprüngliche Bank Austria Aktiengesellschaft (FN 046868z) verschmolzen.
Zuvor wurden der BA-Geschäftsanteil an der LB Fonds Beratungsgesellschaft m.b.H. in Wien, die beiden Auslandsfilialen der Bank Austria (Teilbetrieb Filiale New York Non Treasury Business-Commercial Trade and Assets) und der Creditanstalt (Teilbetrieb Filiale Greenwich Non Treasury Business-Commercial Trade and Assets Cayman Islands), sowie der Bank-Austria-Vermögensteil Teilbetrieb Auslandsgeschäft in die Bank Austria Creditanstalt International AG (FN 162356i) eingebracht.
Mit gleichzeitiger Umfirmierung der Bank Austria Aktiengesellschaft in BA Holding AG wurden durch Übertragung des „Betriebes ‚Unternehmen BA‘“ gemäß Spaltungs- und Übernahmsvertrag vom 4. September 2000 die bisherige Bank Austria (alt), sowie – nach mehreren weiteren Übertragungen von Auslandsunternehmen des alten BA-CA-Konzerns in diese – auch die Bank Austria Creditanstalt International AG (FN 162356i) in die am 18. September 1996 gegründete Sparkasse Stockerau Aktiengesellschaft (FN 150714p) verschmolzen. Letztere, deren Sitz zuvor von Stockerau in die BA-Zentrale in Wien verlegt wurde, wurde gleichzeitig mit den Verschmelzungen in Bank Austria Aktiengesellschaft umfirmiert und ist damit als Bank Austria neu die heutige Unicredit Bank Austria AG. Der nunmehr verbliebene Firmenmantel der BA Holding AG (FN 046868z) wurde mit Wirkung vom 2. Februar 2001, sowie der der Bank Austria Creditanstalt International AG mit Wirkung vom 7. November 2000 im Firmenbuch gelöscht.
Nach weiteren Übernahmen und Verschmelzungen aus dem BA-Konzern erfolgte bei gleichzeitiger Umfirmierung der Bank Austria Aktiengesellschaft in Bank Austria Creditanstalt AG mit 13. August 2002 eine neuerliche Verschmelzung durch Übernahme einer Creditanstalt AG (FN 147551m). Mit Wirkung vom 27. September 2008 wurde die Bank Austria neu in die heutige Unicredit Bank Austria AG umfirmiert.

### Übernahme durch Bayerische Hypo- und Vereinsbank 2000
Die Bayerische Hypo- und Vereinsbank übernahm im Jahr 2000 die Bank Austria durch Aktientausch. Die Bank Austria notierte letztmals im Februar 2001 an der Wiener Börse (letzte Notiz: 62 Euro). Infolgedessen wurden Beteiligungen ausgetauscht, wobei die Osteuropa-Beteiligungen überwiegend zur Bank Austria kamen, die west- und außereuropäischen Beteiligungen zur Bayerischen Hypo- und Vereinsbank. Nach der gesellschaftsrechtlichen Verschmelzung der Bank Austria mit der Creditanstalt im Jahre 2000 firmierte der neue Bankkonzern bis 1. April 2008 unter Bank Austria Creditanstalt AG (BA-CA). Im März 2003 wurde ein Teilbörsengang der BA-CA beschlossen, die Erstnotiz der Aktie erfolgte im Juli 2003 in Wien. Die Bank notierte als erstes ausländisches Unternehmen mit Zweitnotiz an der Warschauer Wertpapierbörse.

### Übernahme durch Unicredit 2005, Akquisitionen

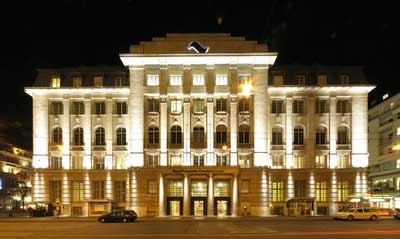
Die ehemalige Zentrale der Bank Austria am Schottenring.

Im Juni 2005 wurde bekannt, dass die italienische Großbank Unicredit die HVB, und damit auch die BA-CA übernehmen werden würde. Im Juli 2006 erwarb die Unicredit die bisher von der HVB gehaltene 77,5 % Beteiligung an der BA-CA. Ende 2006 übernahm die Bank Austria Creditanstalt AG im Wege einer Kapitalerhöhung in Form von Aktien der Gesellschafterin Unicredit Italiano aus den Teilbetrieben des Mittel- und Osteuropageschäfts die Rolle als Osteuropa-Subholding der Unicredit Group. 2007 wurde die Neuordnung des Osteuropageschäftes abgeschlossen, die BA-CA war nun das Kompetenzzentrum für Osteuropa mit Ausnahme Polens. 2006 wurde auch die eigene Fondsgesellschaft der Bank Austria, die Capital Invest, in die Unicredit-Fondsgruppe Pioneer integriert.
Die kroatische Splitska banka, die 2002 von der Bank Austria um 132 Mio. Euro erworben worden war, wurde im Zuge der Eingliederung in die Unicredit an die französische Société Générale um rund 1 Mrd. Euro veräußert, um den EU-Kartellrichtlinien gerecht zu werden, da die Unicredit bereits Mehrheitseigentümerin des kroatischen Marktführers Zagrebačka banka war, die wie die anderen Beteiligungen in Zentral- und Osteuropa an die Bank Austria übertragen wurde.
Im Dezember 2006 wurde der Kaufvertrag zur Übernahme der russischen Aton-Bank für 424 Mio. Dollar (per Wechselkurs Mitte Dezember d. J. 322 Mio. Euro) unterschrieben. Im Jahr 2007 übernahm die Bank Austria von der nunmehrigen Schwestergesellschaft HVB sowie einigen Minderheitsaktionären 100 % der Anteile an der International Moscow Bank (später in ZAO Unicredit Bank umbenannt), eine der größten Auslandsbanken in Russland. Außerdem wurden 2007 und 2008 große Banken in Kasachstan (ATFBank) und der Ukraine (Ukrsotsbank) erworben, wobei die kasachische Beteiligung 2014 wieder verkauft wurde.
Während der Finanzkrise im Jahr 2007 konnte die Bank Austria ihren Fortbestand ohne direkte staatliche Unterstützung sicherstellen.

### Neuer Markenauftritt, Immobilienverkauf 2008

Logo von 2002 bis 2007

Seit 1. April 2008 besitzen die Bank und ihre Tochtergesellschaften einen neuen Markenauftritt. Gesellschaftsrechtlich firmierte die Bank mit Wirkung vom 27. September 2008 in Unicredit Bank Austria AG um. Die Logos wurden auf Unicredit-Gruppenstandard gebracht, auch die identitätsstiftende „rote Welle“ – das bisherige Firmenlogo – wurde durch den zum Pfeil stilisierten Unicredit „Einser auf roter Kugel“ ersetzt. Die Dachmarke Unicredit Group sollte ebenso etabliert werden. Der außenwirksame Markenname wurde auf Bank Austria vereinfacht, wodurch die Creditanstalt aus dem Bild des Unternehmens nach außen verschwindet. Die Schriftart wurde der der Mutter angepasst. Eine derartige Änderung wurde in allen Unicredit-Unternehmen zeitgleich umgesetzt, daher hat auch die HypoVereinsbank ein neues Logo bekommen. In den Zentral- und Osteuropa-Töchtern der Bank Austria wurde diese Markenanpassung bereits vollzogen.
Nach bereits länger andauernden Spekulationen über einen Verkauf einiger traditionsreicher Immobilien im Rahmen der Neustrukturierung der Bank gab der Vorstand am 31. Jänner 2008 bekannt, dass sowohl die ehemalige Länderbank-Zentrale Am Hof als auch die ehemalige Z-Zentrale in der Vorderen Zollamtsstraße – welche zu diesem Zeitpunkt noch offizieller Firmensitz des Unternehmens war – bis Ende Mai 2008 an den Bestbieter veräußert werden. Den Zuschlag für beide Objekte erhielt im August 2008 die österreichische Signa Holding von René Benko. Im Jahr 2014 starteten die Bauarbeiten des Austria Campus, der am 13. September 2018 offiziell als neue Zentrale der Bank Austria eingeweiht wurde.
Aufgrund zweier rechtlicher Vorgaben musste die Bank Austria im Mai 2008 ihr Archiv der 150-jährigen Geschichte öffnen, das damit der breiten Öffentlichkeit zugänglich gemacht wurde. Eine Vergleichsvereinbarung mit österreichischen Holocaustopfern verlangt die lückenlose Offenlegung der Bankaktivitäten während der NS-Zeit. Weiters stellt eine Denkmalschutzbestimmung des österreichischen Staatsarchivs im Namen des öffentlichen Interesses die Akten von 1933 bis 1967 von 74 Banken und Unternehmen unter Schutz, in denen auch die Vorgängerinstitute der Bank Austria erwähnt werden. Im „Historischen Archiv der Bank Austria“ genannten Archiv sind alle geschichtlich relevanten Dokumente der Bank und ihrer Vorgängerinstitute (Länderbank, die 1991 gemeinsam mit Zentralsparkasse und Kommerzialbank Wien in der Bank Austria aufgegangen ist, sowie der Creditanstalt-Bankverein) gesammelt.

### Neustrukturierungen 2010 und 2013
Am 1. Oktober 2009 übernahm Willibald Cernko den Vorstandsvorsitz der Bank Austria von Erich Hampel, der als stellvertretender Vorsitzender in den Aufsichtsrat wechselte. Im Zuge einer Neustrukturierung im Jahr 2010 reintegrierte die Bank Austria die Investment-Banking-Aktivitäten der 100%-Tochtergesellschaft Unicredit CAIB AG, das Treasury und die Liquiditätssteuerung sowie die Kompetenzlinien. Die Muttergesellschaft Unicredit stärkte die Kapitalbasis der Bank Austria durch den Erwerb von rund 29 Millionen Aktien mit 2 Milliarden Euro.
Mit 242 Millionen Euro Nettogewinn und einer Bilanzsumme von 201 Milliarden Euro im ersten Quartal 2010 ist die Bank Austria die ertragsstärkste und eigenkapitalstärkste Großbank Österreichs. Zu ihren österreichischen Kunden zählen 88 % der Großbetriebe, 68 % der Mittelbetriebe und 45 % der Kleinunternehmen. Das Netzwerk der Bank Austria umfasst rund 300 Geschäftsstellen und rund 8000 Mitarbeiter in Österreich. Der Hauptsitz der Bank ist in Wien.
Im Februar 2013 gab die Bank bekannt, bis 2015 mehr als 100 ihrer ca. 350 Niederlassungen in Österreich schließen zu wollen. Parallel solle ein sozialverträglicher Personalabbau auf 10.000 Mitarbeiter erfolgen. Nach Angaben der Bank sind seit 2011 bereits 400 Stellen abgebaut worden, denen bis 2015 weitere 400 folgen sollen.
Im Dezember 2013 wurde verlautbart, dass die Bank ihre Unternehmenszentrale am Wiener Schottenring für 125 Millionen Euro an eine Privatstiftung des Investors Ronny Pecik verkauft hat. Der Standort wurde allerdings bis zum Umzug an den neuen Standort Austria Campus weiterhin von der Bank genutzt.

### Umstrukturierung 2015
Im Oktober 2015 wurde bekannt, dass die Bank Austria den Verkauf des Privatkundengeschäfts an die BAWAG erwog. Im Dezember 2015 wurde stattdessen entschieden, das Privatkundengeschäft zusammenzustreichen, 70 von 190 Filialen zu schließen und massiv Kosten zu senken. Im Zuge des Konzernumbaus hat sich die Bank Austria mit Hunderten Mitarbeitern auf eine Vertragsauflösung geeinigt. Die Unicredit-Tochtergesellschaft hatte zuvor erklärt, ohne Kündigungen auskommen zu wollen.
Am 1. Mai 2024 wurde der bisherige Vorstandsvorsitzende Robert Zadrazil Unicredit-Repräsentant für Österreich, während Ivan Vlaho ihm als Vorstandsvorsitzender der UniCredit Bank Austria nachfolgte. Ivan Vlaho war bis zu diesem Zeitpunkt Vorstandsvorsitzender der Zagrebačka Banka, welche ebenfalls Teil der UniCredit-Gruppe ist.

## Unternehmensführung und Aufbauorganisation
Vorstandsvorsitzende
- René Alfons Haiden (1991–1995)
- Gerhard Randa (1995–2003)
- Karl Samstag (2003–2004)
- Erich Hampel (2004–2009)
- Willibald Cernko (2009–2016)
- Robert Zadrazil (ab März 2016)

| Unternehmensführung (Stand: 24. März 2025) | Unternehmensführung (Stand: 24. März 2025) | Unternehmensführung (Stand: 24. März 2025) | Unternehmensführung (Stand: 24. März 2025) | Unternehmensführung (Stand: 24. März 2025) | Unternehmensführung (Stand: 24. März 2025) | Unternehmensführung (Stand: 24. März 2025) | Unternehmensführung (Stand: 24. März 2025) | Unternehmensführung (Stand: 24. März 2025) | Unternehmensführung (Stand: 24. März 2025) | Unternehmensführung (Stand: 24. März 2025) | Unternehmensführung (Stand: 24. März 2025) | Unternehmensführung (Stand: 24. März 2025) | Unternehmensführung (Stand: 24. März 2025) | Unternehmensführung (Stand: 24. März 2025) | Unternehmensführung (Stand: 24. März 2025) | Unternehmensführung (Stand: 24. März 2025) | Unternehmensführung (Stand: 24. März 2025) | Unternehmensführung (Stand: 24. März 2025) | Unternehmensführung (Stand: 24. März 2025) | Unternehmensführung (Stand: 24. März 2025) | Unternehmensführung (Stand: 24. März 2025) | Unternehmensführung (Stand: 24. März 2025) | Unternehmensführung (Stand: 24. März 2025) | Unternehmensführung (Stand: 24. März 2025) | Unternehmensführung (Stand: 24. März 2025) | Unternehmensführung (Stand: 24. März 2025) | Unternehmensführung (Stand: 24. März 2025) | Unternehmensführung (Stand: 24. März 2025) | Unternehmensführung (Stand: 24. März 2025) | Unternehmensführung (Stand: 24. März 2025) | Unternehmensführung (Stand: 24. März 2025) |
| ------------------------------------------ | ------------------------------------------ | ------------------------------------------ | ------------------------------------------ | ------------------------------------------ | ------------------------------------------ | ------------------------------------------ | ------------------------------------------ | ------------------------------------------ | ------------------------------------------ | ------------------------------------------ | ------------------------------------------ | ------------------------------------------ | ------------------------------------------ | ------------------------------------------ | ------------------------------------------ | ------------------------------------------ | ------------------------------------------ | ------------------------------------------ | ------------------------------------------ | ------------------------------------------ | ------------------------------------------ | ------------------------------------------ | ------------------------------------------ | ------------------------------------------ | ------------------------------------------ | ------------------------------------------ | ------------------------------------------ | ------------------------------------------ | ------------------------------------------ | ------------------------------------------ | ------------------------------------------ |
| Vorsitzender des Vorstands                 |                                            |                                            |                                            |                                            |                                            |                                            |                                            |                                            |                                            |                                            |                                            |                                            |                                            |                                            |                                            |                                            |                                            |                                            |                                            |                                            |                                            |                                            |                                            |                                            |                                            |                                            |                                            |                                            |                                            |                                            |                                            |
| Ivan Vlaho (CEO)                           |                                            |                                            |                                            |                                            |                                            |                                            |                                            |                                            |                                            |                                            |                                            |                                            |                                            |                                            |                                            |                                            |                                            |                                            |                                            |                                            |                                            |                                            |                                            |                                            |                                            |                                            |                                            |                                            |                                            |                                            |                                            |
| Country Manager Österreich                 | Country Manager Österreich                 | Country Manager Österreich                 | Country Manager Österreich                 | Finance                                    | Finance                                    | Finance                                    | Finance                                    | Risk Management                            | Risk Management                            | Risk Management                            | Risk Management                            | People & Culture                           | People & Culture                           | People & Culture                           | People & Culture                           | Chief Operating Officer                    | Chief Operating Officer                    | Chief Operating Officer                    | Chief Operating Officer                    | Österreichisches Kundengeschäft            | Österreichisches Kundengeschäft            | Österreichisches Kundengeschäft            | Österreichisches Kundengeschäft            | Österreichisches Kundengeschäft            | Österreichisches Kundengeschäft            | Österreichisches Kundengeschäft            | Österreichisches Kundengeschäft            | Österreichisches Kundengeschäft            | Österreichisches Kundengeschäft            | Österreichisches Kundengeschäft            | Österreichisches Kundengeschäft            |
|                                            |                                            |                                            |                                            | CFO                                        | CFO                                        | CFO                                        | CFO                                        | CRO                                        | CRO                                        | CRO                                        | CRO                                        | Austria                                    | Austria                                    | Austria                                    | Austria                                    | COO                                        | COO                                        | COO                                        | COO                                        | Privatkunden                               | Privatkunden                               | Privatkunden                               | Privatkunden                               | Corporates                                 | Corporates                                 | Corporates                                 | Corporates                                 | Wealth Management & Private Banking        | Wealth Management & Private Banking        | Wealth Management & Private Banking        | Wealth Management & Private Banking        |
| Robert Zadrazil                            | Robert Zadrazil                            | Robert Zadrazil                            | Robert Zadrazil                            | Hélène Buffin                              | Hélène Buffin                              | Hélène Buffin                              | Hélène Buffin                              | Wolfgang Schilk                            | Wolfgang Schilk                            | Wolfgang Schilk                            | Wolfgang Schilk                            | Svetlana Pančenko                          | Svetlana Pančenko                          | Svetlana Pančenko                          | Svetlana Pančenko                          | Emilio Manca                               | Emilio Manca                               | Emilio Manca                               | Emilio Manca                               | Daniela Barco                              | Daniela Barco                              | Daniela Barco                              | Daniela Barco                              | Dieter Hengl                               | Dieter Hengl                               | Dieter Hengl                               | Dieter Hengl                               | Marion Morales Albiñana-Rosner             | Marion Morales Albiñana-Rosner             | Marion Morales Albiñana-Rosner             | Marion Morales Albiñana-Rosner             |

### Mitglieder des Aufsichtsrates
(Stand 19. Juli 2022)
- Gianfranco Bisagni (Vorsitzender)
- Aurelio Maccario (Vorsitzender Stellvertreter)
- Livia Aliberti Amidani
- Christoph Bures
- Richard Burton
- Adolf Lehner
- Judith Maro
- Herbert Pichler
- Eveline Steinberger
- Doris Tomanek
- Roman Zeller

### Töchter und Beteiligungen
- Schoellerbank (100%)
- Bank Austria Real Invest
- Bank Austria Wohnbaubank (100%)
- Bank Austria Leasing (100%)
- FactorBank Aktiengesellschaft (100%)[34]

## Aktivitäten in Zentral- und Osteuropa

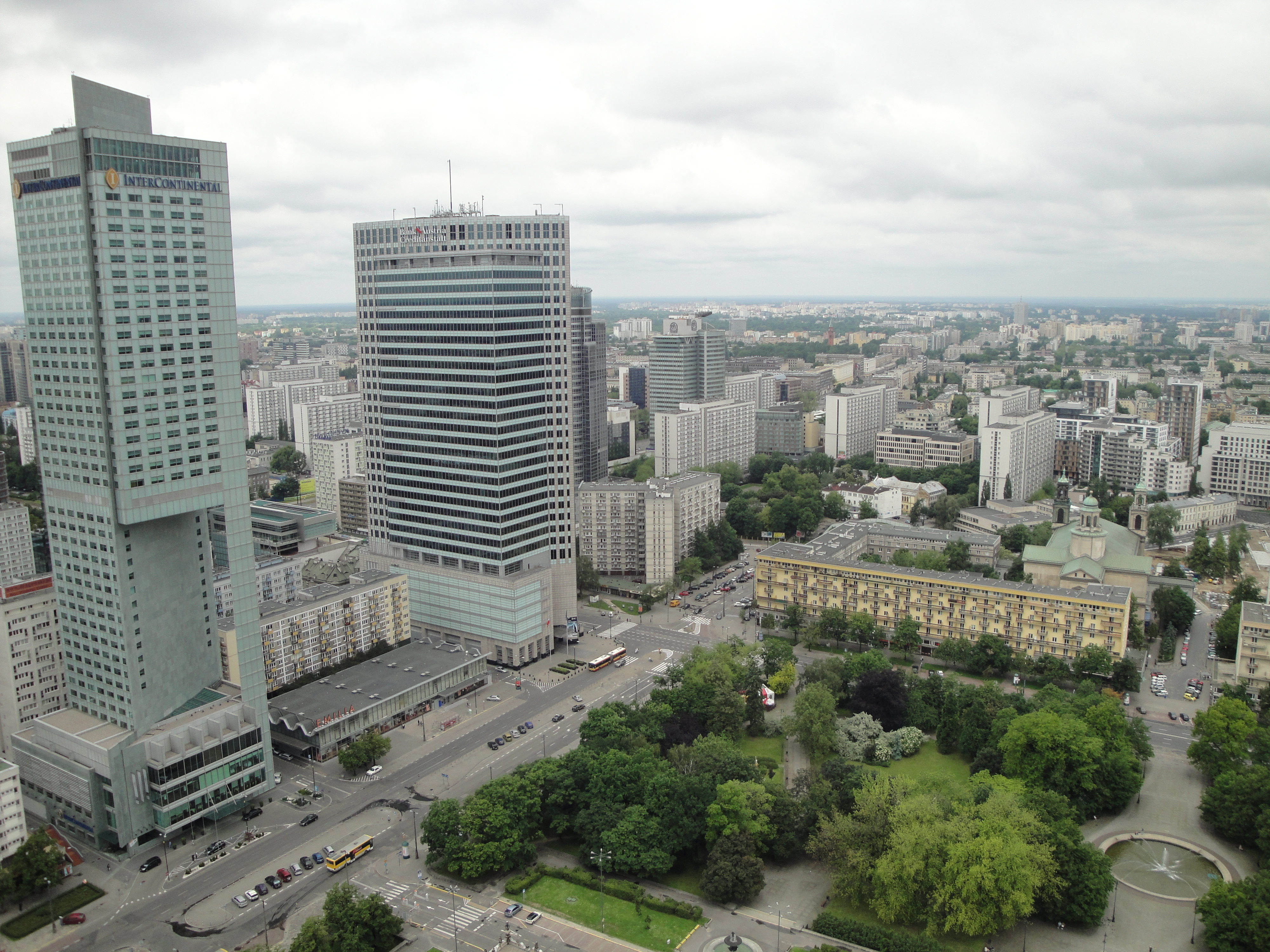
Ehemaliges Bank-Austria-Gebäude in Warschau

Die Bankengruppe ist außerhalb Österreichs stark in den mittel- und osteuropäischen Ländern vertreten, wo die Bank einen großen Teil ihres Gewinnes erwirtschaftet. Die Unicreditp umfasst aktuell rund 9.000 Filialen und über 148.000 Mitarbeiter in 20 Ländern Europas. Seit Anfang 2007 ist die Bank Austria für die Steuerung der Tochterbanken der Unicredit in Zentral- und Mitteleuropa (MOEL) verantwortlich (mit Ausnahme der polnischen Tochterbank). Das MOEL-Netzwerk der Unicredit umfasst 3500 Niederlassungen in 14 Ländern aktiv und in zwei Ländern repräsentativ mit rund 64.400 Mitarbeitern. Durch dieses Netzwerk sollen international tätigen Unternehmen grenzüberschreitende Services angeboten werden.
Das Engagement der Bank Austria in Zentral- und Osteuropa hat Tradition. Nachdem die Auslandsniederlassungen der Creditanstalt und der Länderbank mit dem Ausbruch des Ersten Weltkriegs aufgegeben werden mussten, eröffnete die Creditanstalt 1975 als erste westliche Bank eine Auslandsrepräsentanz in Budapest, unter den Voraussetzungen völlig verschiedener Wirtschaftssysteme. 1997 wurden die Zentral- und Osteuropa-Aktivitäten von Creditanstalt und Bank Austria in eine Holding als Steuerungs- und Managementeinheit eingebracht, die dann in der neu geschaffenen Bank Austria Creditanstalt International aufging. Ein Jahr später wurden in der Bank Austria Creditanstalt International alle Auslandsniederlassungen (mit Ausnahme der Tochterbank in Russland) und sämtliche ausländische Bankbeteiligungen unter einem Dach vereint. Die Bank Austria Creditanstalt International ist von Beginn an die größte Auslandsbank mit flächendeckender Präsenz in Zentral- und Osteuropa. Seit 2007 steuert die Bank Austria nun das komplette Geschäft der Unicredit Group in Zentral- und Osteuropa mit Ausnahme von Polen.

## Smartbanking
Unter dem Begriff Smartbanking bietet die Bank Austria ihren Kunden persönliche Betreuung per Video-Telefonie an. Dabei wird an einem PC oder Tablet mithilfe der Software Citrix GoToMeeting eine gesicherte Verbindung zum persönlichen Berater aufgebaut, mit dem der Kunde alle Bankgeschäfte abwickeln kann. Einzige Ausnahmen bilden Hypothekarkredite sowie die Eröffnung von Spar- und Girokonten. Das Beratungsgespräch wird aufgezeichnet und mindestens sieben Jahre lang gespeichert.
Die Smartbanking-Betreuer stehen den Kunden von Montag bis Freitag, 8:00 bis 20:00 Uhr, per Video-Telefonie zur Verfügung. Weitere Kontaktmöglichkeiten bestehen über Telefon, Online-Banking, E-Mail, SMS und auf dem Postweg. Für allgemeine Serviceleistungen können sich Kunden rund um die Uhr an die 24h Serviceline wenden.

## Megacard
Die Megacard ist als Marke der Bank Austria ein Angebot für Jugendliche zwischen 10 und 20 Jahren. Sie bietet kostenloses Konto, Bankkarte und Service.

## EC-Kartenzahlung mit NFC
Im Herbst 2015 kündigte die Bank als erste in Österreich die EC-Kartenzahlung über Android-Smartphones an. Seit 1. Jänner 2016 können mit einer speziellen App bei sogenannten Nahfeldkommunikations-Terminals (kurz NFC) Beträge bis zu 25 Euro kontaktlos abgebucht werden. Seit Dezember 2019 ist auch die Zahlung über ein Apple-Gerät mit Apple Pay per NFC möglich.

## Rechtsstreitigkeiten
Im Herbst 2023 wurden in einem rechtskräftigen Urteil des Oberlandesgerichts Wien (OLG) 17 Klauseln zu Bankentgelten der Bank Austria als gesetzwidrig beurteilt und aufgehoben.

## Sponsoring

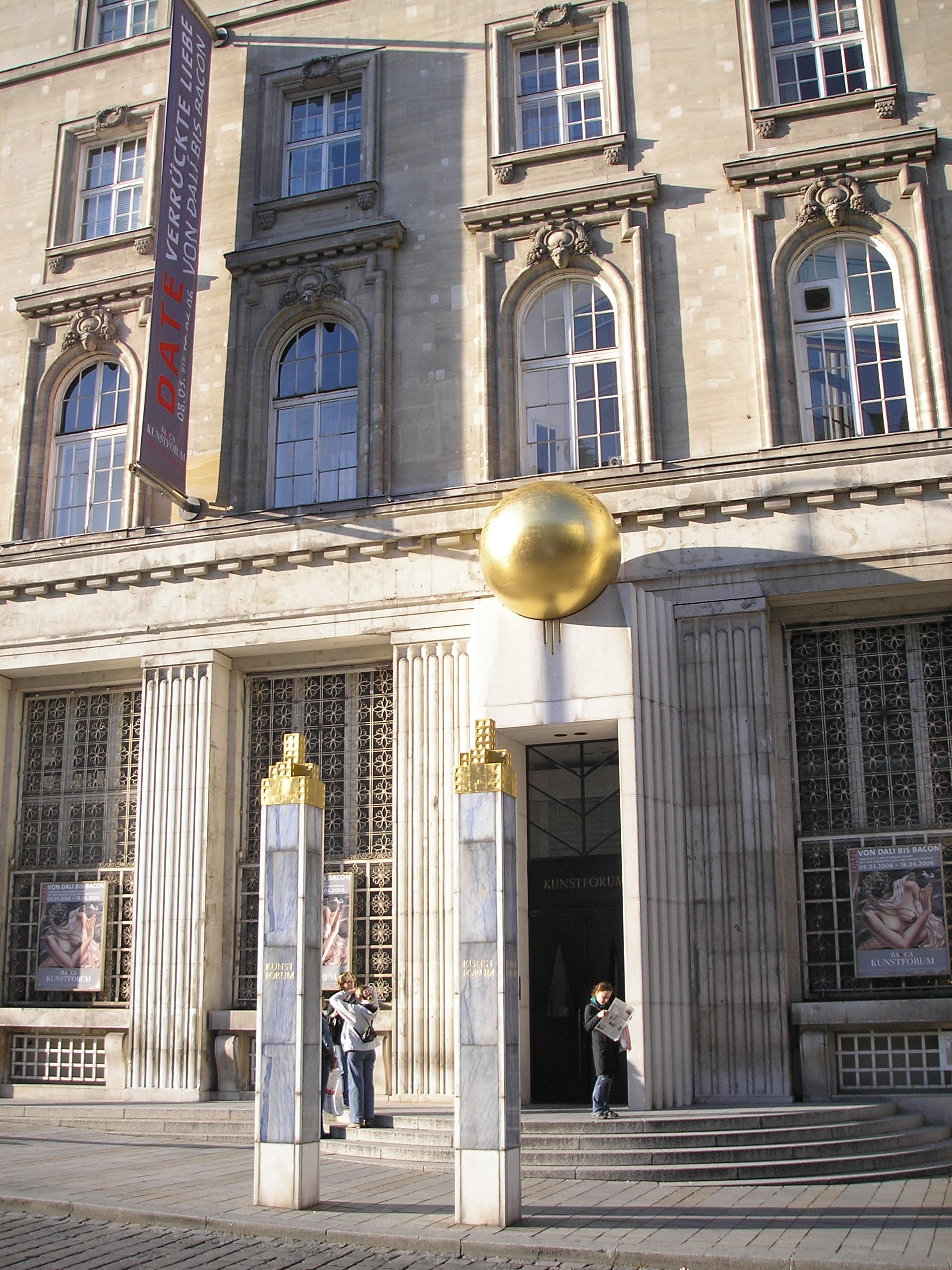
Das Bank Austria Kunstforum Wien an der Freyung.

Die Bank Austria fördert besonders den Kunst- und Kulturbereich Zwei langjährige Kooperationspartner im Sozialbereich sind Caritas und SOS-Kinderdorf. Außerdem engagiert sich die Bank im Sportbereich.

### Kunst und Kultur
Das kulturelle Engagement der Bank Austria reicht bis in die 1950er Jahre zurück. Die Bank Austria zählt zu den größten privaten Kulturförderern, arbeitet mit etablierten Institutionen zusammen und fördert den künstlerischen Nachwuchs.

#### Bank Austria Kunstsammlung
Die Bank Austria Kunstsammlung umfasst über 8.000 Werke. Zu den Highlights zählen Arbeiten von Ferdinand Georg Waldmüller, Gustav Klimt, Oskar Kokoschka, Maria Lassnig, Christian Ludwig Attersee, Arnulf Rainer, Franz West, Herbert Brandl und Erwin Wurm. In jüngerer Zeit wurde vermehrt Kunst der neuen Medien gesammelt, vor allem Fotografie. Damit wird auch an die 1976 gegründete Sammlung Fotografis angeknüpft, mit der die Bank Austria eine reiche Schatzkammer von mehr als 1000 fotografischen Werken besitzt. 2019 begann die Auflösung und Versteigerung der Sammlung im Zuge einer veränderten Geschäftspolitik von Unicredit.

#### Bank Austria Salon im Alten Rathaus
Der Bank Austria Salon im Alten Rathaus ist ein Veranstaltungsort in der Wiener Innenstadt sowie eine Kommunikationsplattform für den sozialen und kulturellen Austausch. Neben Kooperation mit Kulturmarken und wissenschaftlichen Projekten stellt die Bank Austria den Barocksaal auch jungen Kulturinitiativen zur Verfügung.

#### Bank Austria Kunstforum Wien
Mit dem als privater Verein geführten Bank Austria Kunstforum Wien verfügt die Bank Austria seit 1988 über ein eigenes Ausstellungshaus in Wien mit Fokus auf die Klassische Moderne und die Avantgarden der Nachkriegszeit in der Malerei. Rund 150.000 Menschen besuchen jährlich die Wechselausstellungen, seit 2000 finden im „tresor“ Ausstellungen zeitgenössische Künstler statt. Seit 2011 verwaltet das Bank Austria Kunstforum Wien auch die Bank Austria Kunstsammlung sowie die Sammlung Fotografis. Einmal im Jahr wird im „tresor“ des Hauses unter dem Titel „Collected“ eine Ausstellung mit Werken aus der Bank Austria Kunstsammlung gezeigt.

#### Albertina
Die Bank Austria ist seit 2011 Hauptsponsor einer großen Ausstellung pro Jahr.

#### Musikverein
Seit sieben Jahren ist die Bank Premiumpartner des berühmten Konzertsaals im Wiener Musikvereinsgebäude, in dem jedes Jahr das Neujahrskonzert stattfindet.

#### Premiumpartnerschaften
Als Beitrag zur Erhaltung nationalen Kulturguts fördert die Bank Austria traditionellerweise immer wieder renommierte Institutionen der österreichischen Kulturlandschaft. Nach Wiener Philharmonikern, Gustav Mahler Jugendorchester, dem Theater in der Josefstadt, dem Nestroy-Theaterpreis, dem Vienna Art Orchestra oder dem Jazz Fest Wien wird seit dem Jahr 2007 mit Albertina und dem Wiener Musikverein kooperiert.

#### Bank Austria Kunstpreis
Die Bank Austria verlieh ab 2011 den höchstdotierten Kunstpreis in Österreich. Der Preis wurde in vier Kategorien vergeben. In den Kategorien Regional und International wurde Kulturinitiativen und Kunstprojekte ausgezeichnet, während in der Kategorie Kunstvermittlung jenes Projekt gewann, das den Menschen Kunst am besten näher bringt. Zudem wurde auch ein Preis für Kulturjournalismus vergeben. 2018 wurde der Preis nicht mehr verliehen.

#### Ö1 Talentebörse und Ö1 Talentestipendium
In einer Kooperation mit dem Radiosender Ö1 fördert die Bank Austria junge Künstler, welche noch in Ausbildung stehen. Hierzu müssen die Studierenden von ihren Professoren nominiert werden. Als Gewinn erhalten sie unter anderem ein Radiofeature pro Woche und ein Preisgeld in der Höhe von 10.000 Euro. Zudem haben sie auch noch die Möglichkeit, ihre Werke in der Kassenhalle des Haupthauses der Bank Austria in der Schottengasse auszustellen.

#### Artist of the Year
2006 begann die Bank Austria gemeinsam mit dem Konzertveranstalter Jeunesse junge Musiker auszuzeichnen. Der Bank Austria Artist of the Year erhält neben zahlreichen Auftrittsmöglichkeiten auch eine eigene CD-Produktion.

### Soziale Projekte
Die Bank Austria arbeitet mit einer Reihe namhafter karitativer Organisationen zusammen. Der Fokus liegt dabei auf langjährigen, nachhaltigen Kooperationen mit den Schwerpunkten Kinder und Jugendliche sowie Integration/Migration. So unterstützt die Bank Austria etwa seit 2008 SOS-Kinderdorf in Österreich. In jedem der 11 Dörfer hat die Bank Austria mittlerweile eine Hauspatenschaft übernommen.
Im Bereich Migration und Integration versucht die Bank Austria ebenfalls Impulse zu setzen und Unterstützung anzubieten. Das Projekt „Käfig League“ bietet Kindern und Jugendlichen mit oder ohne Migrationshintergrund beim Fußballspielen die Gelegenheit, vorbehaltslos miteinander in Kontakt zu kommen.
Des Weiteren arbeitet die Bank Austria mit den CliniClowns Austria, Debra Austria – einer Selbsthilfeorganisation für Schmetterlingskinder –, der St. Anna Kinderkrebsforschung, der Volkshilfe Österreich Aktion Armut tut weh sowie dem Bank Austria Familienfonds zur Unterstützung von Familien in Krisensituationen zusammen.

### Sport

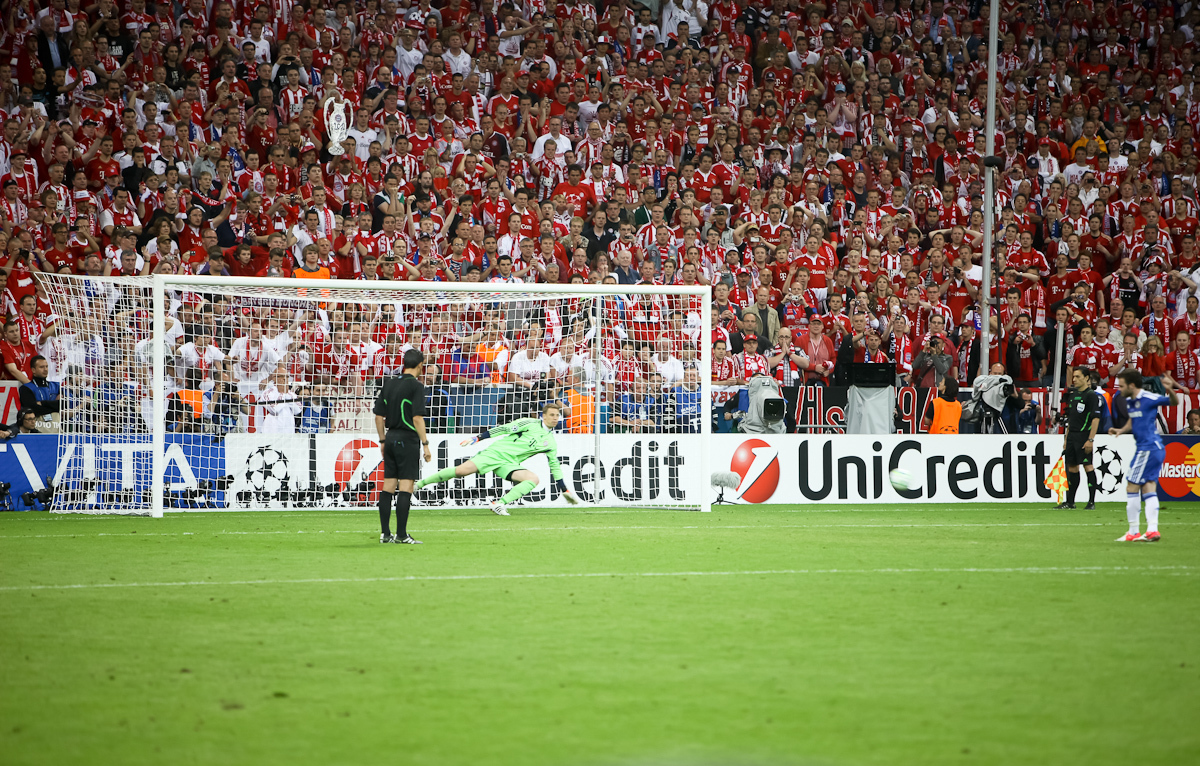
Champions-League-Finale 2012

Im Bereich des Sports setzt die Bank Austria auf die Verknüpfung von Sport und sozialem Engagement: Die Bank ist seit ihrer Gründung Partnerin des „Österreichischen Paralympischen Komitees“ sowie der „Special Olympics World Winter Games 2017“ in Schladming. Des Weiteren ist die Bank langjährige Partnerin des „Österreichischen Rollstuhl-Tennis-Verbands“.

#### Fußball
Im Verbund der Unicredit war die Bank Austria von 2009/2010 bis Juli 2018 offizieller Sponsor der UEFA Champions League.

#### Golf
Neben zahlreichen Kunden-Turnieren veranstaltet die Bank Austria auch jährlich zwei Spezialturniere für Freiberufler. Zum einen den Bank Austria Medical Cup in Zusammenarbeit mit der Ärztekammer Wien und zum anderen die Bank Austria Tax & Law Trophy in Kooperation mit den Kammern der Notare, Rechtsanwälte und Wirtschaftstreuhänder.

#### Tennis
Bereits seit 1994 unterstützt die Bank Austria den österreichischen Rollstuhltennisverband.

### Preise
Durch die Vergabe der Preise „Bank Austria Sozialpreis“ und „Bank Austria Kunstpreis“ will die Bank einen zusätzlichen sozialen Beitrag leisten und Impulse in ganz Österreich setzen.

#### Bank Austria Sozialpreis
2013 wurde erstmals der Bank Austria Sozialpreis in jedem österreichischen Bundesland vergeben. Eine Expertenjury trifft zuerst eine Vorauswahl und per Internet-Wahl werden dann die Sieger bestimmt. Zu den Gewinnern 2017 zählen die „Arche Herzensbrücke“ in Tirol, der Verein „active“ in Salzburg und das „Oma/Opa Projekt“ in Wien.

#### Innovationspreis
2013 wurde Innsbruck als Zielregion des „Bank Austria Social Innovation Awards“ ausgewählt. Unter dem Motto „Barrierefrei im Kopf“ wurden Lösungen für im Alltag benachteiligte Menschen gesucht. Der Preis war mit insgesamt 30.000 Euro dotiert.